# Boveney
Boveney ist ein Dorf in Buckinghamshire, England und liegt in der Nähe von Windsor.
Der Name des Dorfes stammt aus dem Altenglischen und bedeutet ‚über der Insel‘. Dieser Name bezieht sich auf die Lage des Ortes im Bezug auf die nahegelegene Insel in der Themse. Der angelsächsische Name für das Dorf war Bufanege.
Boveney war einst ein zum Parish of Burnham gehörender Weiler, gilt jedoch schon lange als ein eigenständiges Dorf, insbesondere seit dem Wachstum von Slough, das ganz in der Nähe liegt. Der Ort wurde 1866 ein selbständiger civil parish. Von 1894 bis 1934 gehörte Boveney zum Eton Rural District. Die Gemeinde Boveney wurde 1934 infolge einer County Review Order aufgelöst, wobei die stärker besiedelten Teile Boveneys Eton zugeschlagen wurden und der größere, weniger stark bewohnte Rest zu Dorney kam.

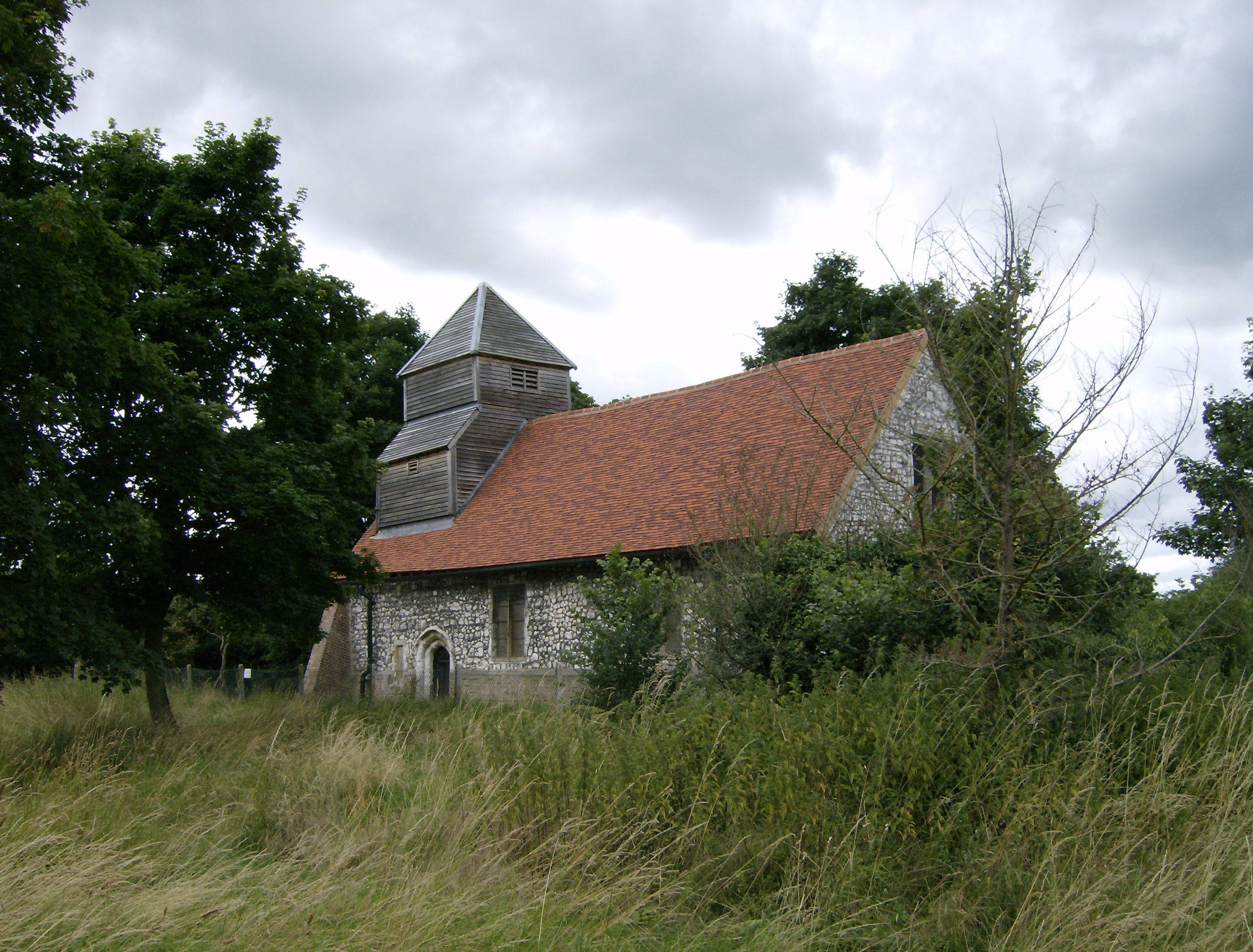
St Mary Magdalene Church, Boveney

St Mary Magdalene’s Church befindet sich in einem abgelegenen Teil des Dorfes am Ufer der Themse. Sie ist ein Baudenkmal und diente in der Vergangenheit als Kulisse für eine Reihe von Hammer-Filmen, die in den Bray Studios gedreht. Auch Szenen der Episode Silent World der Fernsehserie Inspector Morse und Robin Hood – König der Diebe mit Kevin Costner wurden hier gedreht. In den 1970er Jahren wurde die Kirche überflüssig und 1983 wurde sie an die Friends of Friendless Churches übertragen, die sie instand setzen und erhalten, sodass Besucher und Anwohner auch weiterhin in den Genuss des Bauwerkes kommen.
Das Boveney Lock, dem der Ort seinen Namen gibt, liegt weiter flussabwärts in der Themse.

## Belege
- Parish History of Boveney (englisch)